# REDOC
REDOC – rodzina szyfrów symetrycznych opracowana przez Michaela Wooda. Wszystkie operacje w obu algorytmach operują na bajtach w związku z czym doskonale nadają się do implementacji programowych. Zarówno REDOC I, jak i REDOC II są opatentowane w Stanach Zjednoczonych.
REDOC II jest szyfrem blokowym operujący na 80-bitowych blokach i wykorzystujący do szyfrowania 160-bitowy klucz; składa się z 10 cykli i do wykonywania operacji na danych wykorzystuje tablice zależne od klucza oraz tekstu jawnego.
REDOC III jest szyfrem strumieniowym operujący na 80-bitowych blokach i wykorzystujący do szyfrowania klucz zmiennej długości, długość klucza jest jednak ograniczona do 20480 bitów. Jedyną operacją wykonywaną w algorytmie jest suma modulo 2 bajtów wiadomości z bajtami klucza.